# لوئیجی دیگنازیو
لوئیجی دیگنازیو (انگلیسی: Luigi D'Ignazio؛ زادهٔ ۱۳ مارس ۱۹۹۸) بازیکن فوتبال است.
از باشگاه‌هایی که در آن بازی کرده‌است می‌توان به باشگاه فوتبال باری اشاره کرد.